# Vransko község
Vransko község (szlovén nyelven Občina Vransko) Szlovénia 212 alapfokú közigazgatási egységének, azaz községének egyike a Savinjska statisztikai régióban. Adminisztratív központja Vransko város. Vransko 1998-ban vált községgé. A község a történelmi szlovén Stájerország (Štajersko) régió része. 

## A községhez tartozó települések

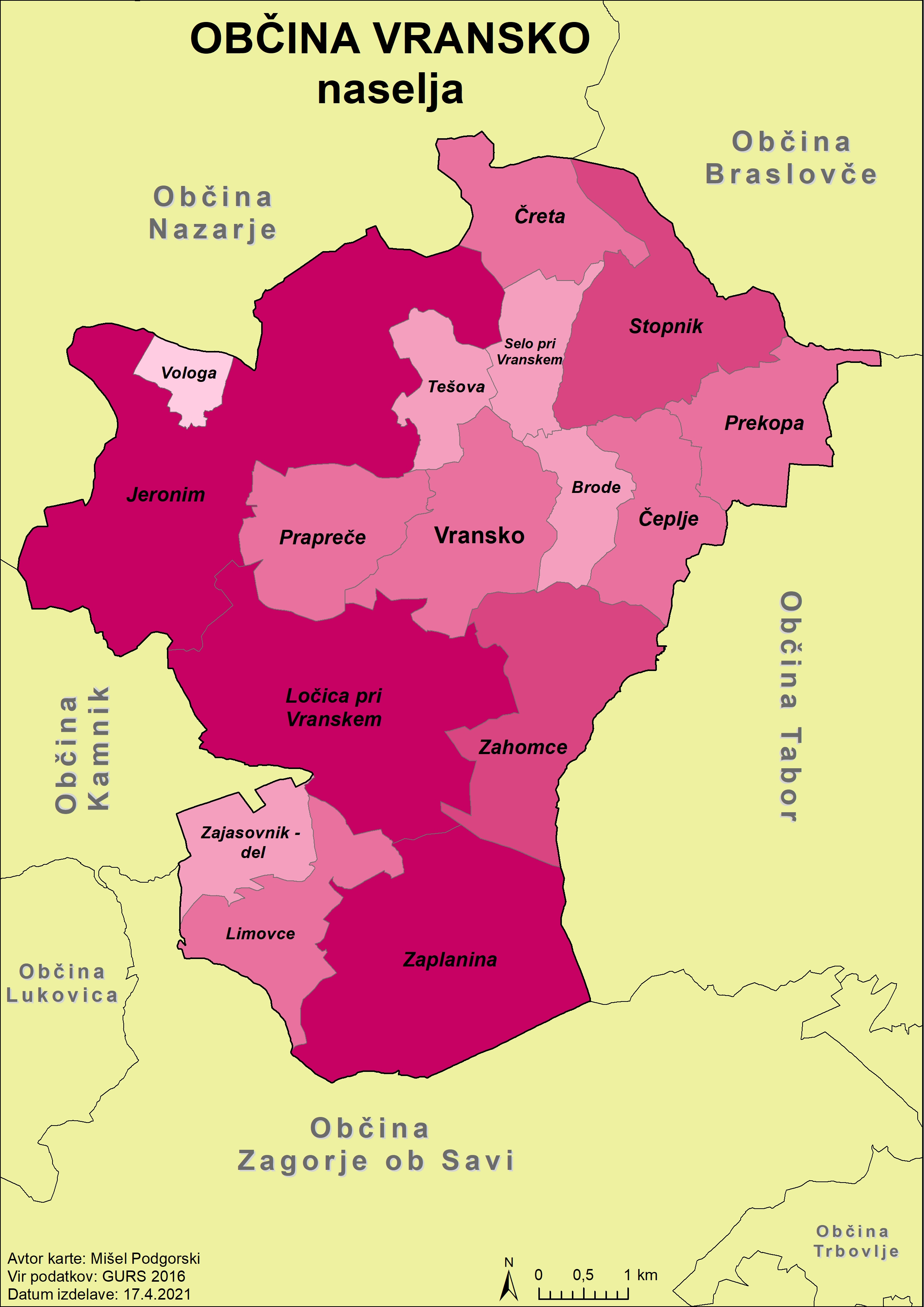
A község falvai

A községhez Vransko székhelyen kívül a következő települések tartoznak:
- Brode
- Čeplje
- Čreta
- Jeronim
- Limovce
- Ločica pri Vranskem
- Prapreče
- Prekopa
- Selo pri Vranskem
- Stopnik
- Tešova
- Vologa
- Zahomce
- Zajasovnik
- Zaplanina

## Népesség
| Lakosok száma | 2562 | 2604 | 2603 | 2659 | 2619 | 2601 | 2603 | 2608 | 2620 | 2642 |
|               | 2008 | 2009 | 2011 | 2012 | 2013 | 2015 | 2016 | 2017 | 2019 | 2020 |